# ملكة جمال الكون 2016
ملكة جمال الكون 2016 هي مسابقة ملكة جمال الكون الخامسة والستين في تاريخ مسابقة ملكة جمال الكون منذ انطلاقتها عام 1952، عقدت المسابقة في 30 يناير 2017 في مول آسيا ، باساي سيتي ، مترو مانيلا ، الفلبين. وفازت بهذه المسابقة الشابة إيريس ميتينير من فرنسا وتسلمت التاج من سابقتها بيا فورتزباخ من الفلبين. هذه هي المرة الثانية في تاريخ المسابقة التي تخطت فيها المسابقة العام بأكمله ، بعد مسابقة 2014 التي أقيمت في يناير 2015.

## النتائج

### المراكز النهائية

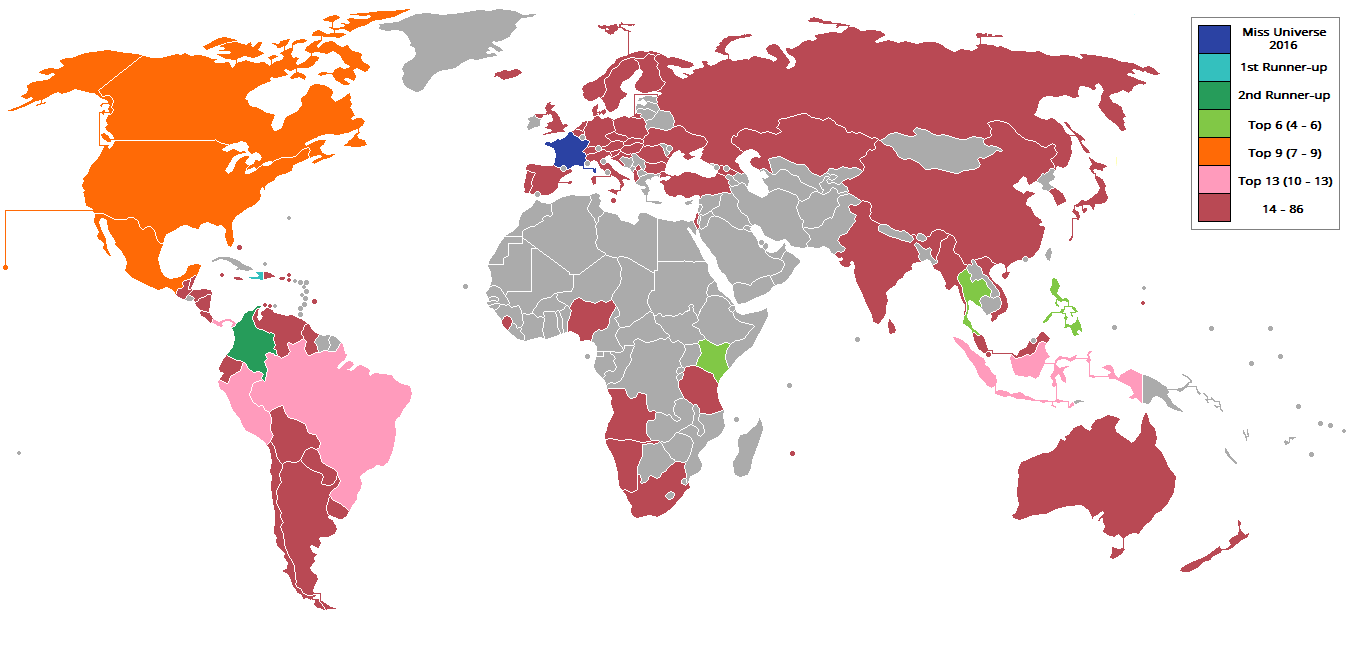
المواضع النهائية لملكة جمال الكون 2016:
ملكة جمال الكون 2016
الوصيفة الأولى
الوصيفة الثانية
أفضل 6
أفضل 9
أفضل 13
14 – 86

| النتائج النهائية     | المتنافسة                                                                                       |
| -------------------- | ----------------------------------------------------------------------------------------------- |
| ملكة جمال الكون 2016 | - فرنسا - إيريس ميتينير                                                                         |
| الوصيفة الأولى       | - هايتي - راكيل بيليسير                                                                         |
| الوصيفة الثانية      | - كولومبيا - أندريا توفار                                                                       |
| أفضل 6               | - كينيا - ماري استير وير - الفلبين - ماكسين ميدينا - تايلاند - تشاليتا سوانزان                  |
| أفضل 9               | - كندا - سيرا بيرشيل - المكسيك - كريستال سيلفا - الولايات المتحدة - ديشونا باربر                |
| أفضل 13              | - البرازيل - رايسا سانتانا - اندونيسيا - كيزيا واروو - بنما - كيتي درنان - بيرو - فاليريا بيازا |

### ترتيب الإعلانات
| 1. كينيا 2. إندونيسيا 3. الولايات المتحدة 4. المكسيك 5. بيرو 6. بنما 7. كولومبيا 8. الفلبين 9. كندا 10. البرازيل 11. فرنسا 12. هايتي 13. تايلاند | 1. الولايات المتحدة 2. تايلاند 3. فرنسا 4. المكسيك 5. كينيا 6. كولومبيا 7. كندا 8. هايتي 9. الفلبين | 1. فرنسا 2. كينيا 3. كولومبيا 4. الفلبين 5. تايلاند 6. هايتي | 1. كولومبيا 2. فرنسا 3. هايتي |  |

## التنظيم

### المفاوضات

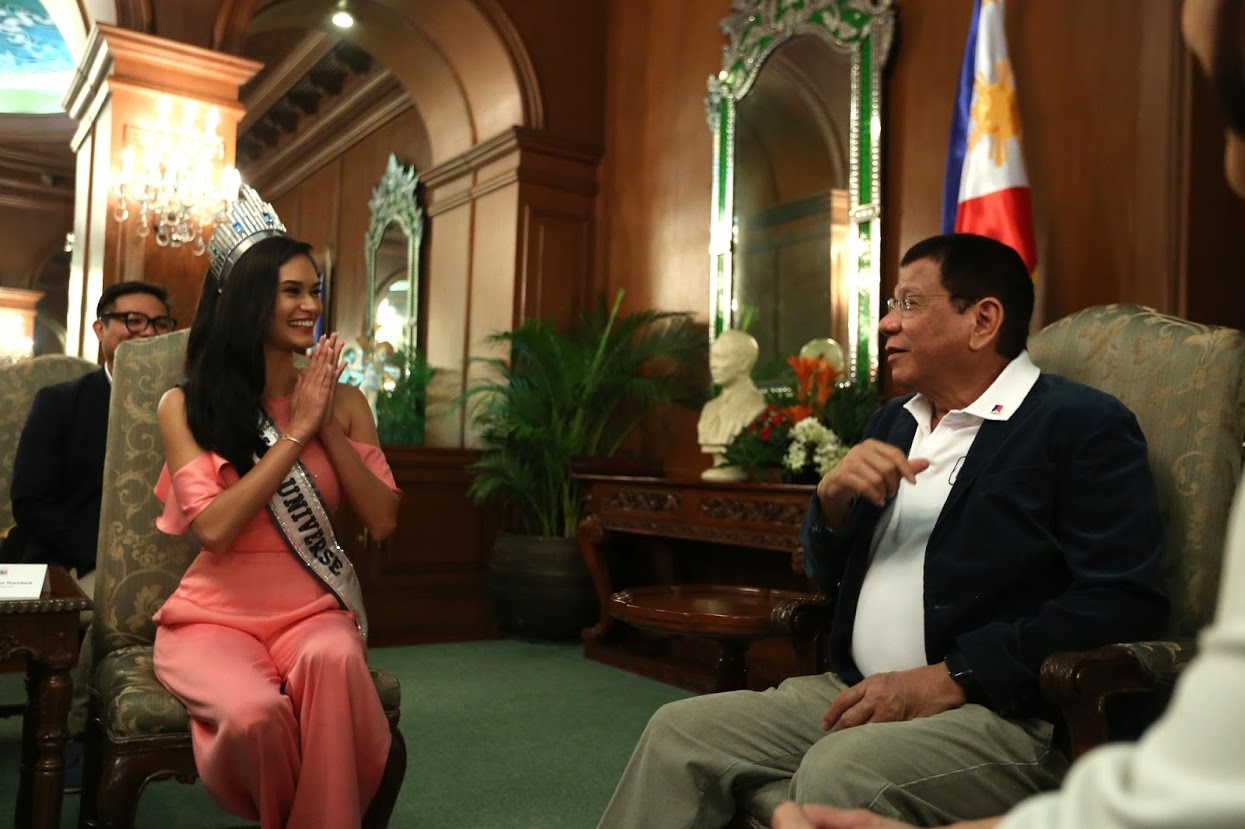
ملكة جمال الكون 2015 بيا فورتزباخ في محادثة مع رئيس الفلبين رودريغو دوتيرتي.

تم توقيع اتفاقية استضافة المسابقة في الفلبين في 16 نوفمبر 2016. تم توقيع هذه الاتفاقية بين منظمة ملكة جمال الكون و وزارة السياحة الفلبينية ومجموعة شركات LCS ، وكان نتيجة للمفاوضات التي بدأت قبل نحو أربعة أشهر.
بدأت المناقشات في 18 يوليو 2016 ، عندما التقت ملكة جمال الكون 2015 بيا فورتزباخ بالرئيس الفلبيني رودريغو دوتيرتي. على الرغم من أن الرئيس كان منفتحًا على فكرة أن تكون الفلبين هي البلد المستضيفة للحدث ، إلا أنه لم يرغب في أن تدفع الحكومة نفقات القيام بذلك (ولكن متحدثًا باسم الحكومة قال في وقت لاحق إنه سيتم توفير بعض «الخدمات» للحدث). بعد حوالي أسبوعين من الاجتماع ، أعلنت وزارة السياحة أن الفلبين ستكون البلد المضيف. قال متحدث باسم الوزارة أنه وفقًا لرئيس منظمة ملكة جمال الكون ، بولا شوغارت ، أعتبرت الفلبين هي الخيار الرئيسي للمنظمة لاستضافة المسابقة ، على الرغم من أنه تم النظر في بلدان أخرى.
على الرغم من البيان الصادر عن وزارة السياحة ، فإن القرار النهائي لعقد المسابقة في الفلبين لم يتخذ بعد ، وعلى مدى الأشهر القليلة المقبلة ، غيرت منظمة ملكة جمال الكون رأيها عدة مرات في هذا الشأن. لم تكشف التقارير الأولية عن أسباب انهيار المفاوضات ، لكن تقريرًا لاحقًا ربط مخاوف المنظمة بملاحظات  دوتيرتي المثيرة للجدل بشأن الرئيس الأمريكي باراك أوباما ، فضلاً عن خططه لفصل العلاقات بين الفلبين والولايات المتحدة. لم يتم تلقي هذه العبارات بشكل جيد من قبل مجموعة وليام موريس انديفور ، صاحبة امتياز ملكة جمال الكون. أدى تصريح دوترتي بأنه سيكون سعيدًا بقتل أكبر عدد من مدمني المخدرات مثلما قتل أدولف هتلر اليهود خلال الهولوكوست ، مما دفع زيف إيمانويل المسؤول التنفيذي في المنظمة (شقيق رام إيمانويل) إلى إلغاء المحادثات. أرسل حاكم إيلوكوس سور شافيت سينغسون ، الذي كان أيضًا رئيسًا لمجموعة LCS ، ممثلين ، بمن فيهم بعض الأصدقاء اليهود ، إلى الولايات المتحدة لإقناع إيمانويل بالحفاظ على اهتمامه بالحدث الذي تستضيفه الفلبين. اعتذار دوترتي في وقت لاحق عن ملاحظته المتعلقة بالمحرقة.
صدر القرار النهائي لمنظمة ملكة جمال الكون في 3 نوفمبر 2016 ، عندما أعلن فورتزباخ عبر رسالة فيديو أن الفلبين ستكون البلد المضيف. تم توقيع اتفاقية الشراكة في 16 نوفمبر ، وفي نفس اليوم ، تم إطلاق موقع المسابقة الرسمي وصفحة الفيسبوك.

### المكان الرئيسي
في سبتمبر 2016 ، تم الإعلان عن مول أوف آسيا أرينا في باساي ليكون مكان حفل التتويج الرئيسي للمسابقة وفقًا لوزيرة السياحة الفلبينية واندا تولفو تيو. كانت الساحة الفلبينية في سانتا ماريا وبوكا ، بولكان هي المكان الآخر الذي تعتبره وزارة السياحة مكانًا رئيسيًا للتتويج للمسابقة ، لكن منظمة ملكة جمال الكون لم توافق على المكان بسبب «أسباب أمنية».

### جوانب أخرى
جاءت الأموال اللازمة لتنظيم مسابقة ملكة جمال البلاد بالكامل من الشركات الخاصة. وكان من بين الرعاة الذين تم الإعلان عنهم شركة الخطوط الجوية الفلبينية ومجموعة SM ومجموعة سولار إنترتينمنت كوربوريشن والملياردير الفلبيني هنري Sy والملياردير الياباني كازو اوكادا. اعتبر منتجع ومجمع فندقي أوكادا مانيلا بمثابة مكان سكني للمرشحين ملكة جمال الكون 2016. بلغت النفقات المتوقعة للحدث 11 مليون دولار أمريكي.
كان من المتوقع وصول المرشحين في 13 يناير 2017. تم تعيين الجيش الفلبيني من قبل مجلس الأمن القومي الفلبيني ليكون بمثابة مرافقين أمنيين.
تم عرض برنامج تلفزيوني وثائقي عن الواقع بعنوان «رحلة إلى التاج: احتفال بالجمال» على قناة ETC في 6 نوفمبر 2016 في الفلبين كجزء من تسويق المسابقة.

## المتسابقات
| البلد / الإقليم                     | المتسابقة              | العمر | الطول                       | مسقط رأس               |
| ----------------------------------- | ---------------------- | ----- | --------------------------- | ---------------------- |
| ألبانيا                             | لينديتا إدريزي         | 20    | 5 قدم 10 بوصة (178 سـم)     | إيلبصان                |
| أنغولا                              | لويزا بابتيستا         | 21    | 5 قدم 9 بوصة (175 سـم)      | كواندو كوبانجو         |
| الأرجنتين                           | إستيفانيا برنال        | 21    | 5 قدم 8 بوصة (173 سـم)      | بوينس آيرس             |
| أروبا                               | شارلين ليزلي           | 24    | 6 قدم 0 بوصة (183 سـم)      | أورنجستاد              |
| أستراليا                            | كاريس تيفيل            | 23    | 5 قدم 10 بوصة (178 سـم)     | برث                    |
| النمسا                              | داجانا دزينيتش         | 21    | 5 قدم 7 بوصة (170 سـم)      | فيينا                  |
| جزر البهاما                         | شيريل ويليامسون        | 24    | 6 قدم 0 بوصة (183 سـم)      | ناساو                  |
| ملكة جمال الكون باربادوس ‏           | شانون هاريس            | 22    | 5 قدم 9 بوصة (175 سـم)      | بريدج تاون             |
| ملكة جمال بلجيكا ‏                   | ستيفاني جيلدهوف        | 19    | 5 قدم 8 بوصة (173 سـم)      | الست                   |
| ملكة جمال بليز ‏                     | ريبيكا راث             | 23    | 5 قدم 8 بوصة (173 سـم)      | دانغريغا               |
| ملكة جمال بوليفيا ‏                  | أنتونيلا موسكاتيلي     | 21    | 5 قدم 9 بوصة (175 سـم)      | سانتا كروز دي لا سييرا |
| ملكة جمال البرازيل ‏                 | رايسا سانتانا          | 21    | 5 قدم 9 بوصة (175 سـم)      | أومواراما              |
| ملكة جمال الجزر العذراء البريطانية ‏ | إريكا كريك             | 22    | 5 قدم 6 بوصة (168 سـم)      | رود تاون               |
| ملكة جمال الكون بلغاريا ‏            | فيولينا أنشيفا         | 21    | 5 قدم 8 بوصة (173 سـم)      | صوفيا                  |
| ملكة جمال كندا                      | سييرا بيرشل            | 23    | 5 قدم 8 بوصة (173 سـم)      | موسجاو                 |
| ملكة جمال جزر كايمان ‏               | مونيك بروكس            | 25    | 5 قدم 9 بوصة (175 سـم)      | ويست باي               |
| تشيلي                               | كاتالينا كاسيريس       | 26    | 5 قدم 9 بوصة (175 سـم)      | سانتياغو               |
| ملكة جمال الكون الصين ‏              | لي تشينيغ              | 21    | 5 قدم 10 بوصة (178 سـم)     | شانغهاي                |
| ملكة جمال كولومبيا ‏                 | أندريا توفار           | 23    | 5 قدم 10 بوصة (178 سـم)     | كيبدو                  |
| ملكة جمال كوستاريكا ‏                | كارولينا رودريغيز      | 27    | 5 قدم 6 بوصة (168 سـم)      | ألاخويلا               |
| ملكة جمال الكون كرواتيا ‏            | باربرا فيليبوفيتش      | 19    | 5 قدم 9 بوصة (175 سـم)      | زغرب                   |
| ملكة جمال كوراساو ‏                  | شانيل دي لاو           | 21    | 5 قدم 11 بوصة (180 سـم)     | ويلمستاد               |
| جمهورية التشيك                      | أندريا بيزديكوفا       | 21    | 5 قدم 9 بوصة (175 سـم)      | براغ                   |
| الدنمارك                            | كريستينا ميكلسن        | 24    | 5 قدم 9 بوصة (175 سـم)      | كوبنهاغن               |
| ملكة جمال جمهورية الدومينيكان ‏      | روزالبا جارسياس        | 24    | 6 قدم 2 بوصة (188 سـم)      | ميمون                  |
| ملكة جمال الإكوادور ‏                | كوني خيمينيز           | 21    | 5 قدم 9 بوصة (175 سـم)      | فينتاناس               |
| ملكة جمال فنلندا ‏                   | شيرلي كارفينين         | 24    | 5 قدم 6 بوصة (168 سـم)      | هلسنكي                 |
| ملكة جمال فرنسا                     | إيريس ميتينير          | 23    | 5 قدم 8 بوصة (173 سـم)      | ليل                    |
| جورجيا                              | نوكا كارالاشفيلي       | 25    | 5 قدم 8 بوصة (173 سـم)      | تبليسي                 |
| ملكة جمال الكون ألمانيا ‏            | جوانا آكس              | 24    | 5 قدم 10 بوصة (178 سـم)     | إيشفايلر               |
| ملكة جمال الكون بريطانيا العظمى ‏    | جايمي لي فولكنر        | 27    | 5 قدم 8 بوصة (173 سـم)      | شفيلد                  |
| ملكة جمال غوام ‏                     | مونيكا تايسيبيك        | 19    | 5 قدم 6 بوصة (168 سـم)      | يونا                   |
| ملكة جمال غواتيمالا ‏                | فرجينيا أرغويتا        | 22    | 5 قدم 7 بوصة (170 سـم)      | خوتيابا                |
| غيانا                               | صوييني فريزر           | 26    | 5 قدم 9 بوصة (175 سـم)      | جورج تاون              |
| ملكة جمال هايتي ‏                    | راكيل بيليسير          | 25    | 5 قدم 11 بوصة (180 سـم)     | بورت أو برانس          |
| ملكة جمال هندوراس ‏                  | سيري موران             | 26    | 5 قدم 9 بوصة (175 سـم)      | البروغريسو             |
| ملكة جمال الكون المجر ‏              | فيرونيكا بوديز         | 24    | 5 قدم 8 بوصة (173 سـم)      | بودابست                |
| ملكة جمال الكون آيسلندا ‏            | هيلدور ماريا ليفسدوتير | 24    | 5 قدم 6 بوصة (168 سـم)      | كوبافوغور              |
| الهند                               | رشميثا هاريمورثي       | 22    | 5 قدم 9 بوصة (175 سـم)      | بنغالور                |
| إندونيسيا                           | كيزيا وارو             | 25    | 6 قدم 0 بوصة (183 سـم)      | مانادو                 |
| ملكة جمال إسرائيل                   | يام كاسبيرس انشل       | 19    | 5 قدم 10 بوصة (178 سـم)     | هرتسليا                |
| إيطاليا                             | صوفيا سيرجيو           | 24    | 6 قدم 0 بوصة (183 سـم)      | نابولي                 |
| جامايكا                             | إيزابيل دالي           | 20    | 6 قدم 2 بوصة (188 سـم)      | مونتيغو باي            |
| ملكة جمال الكون اليابان ‏            | ساري ناكازاوا          | 23    | 5 قدم 7 بوصة (170 سـم)      | شيغا                   |
| ملكة جمال كازاخستان ‏                | دارينا كولسيتوفا       | 19    | 5 قدم 6 بوصة (168 سـم)      | سيماي                  |
| ملكة جمال الكون كينيا ‏              | كانت ماري إستير        | 27    | 5 قدم 10 بوصة (178 سـم)     | نيروبي                 |
| كوريا                               | جيني كيم               | 23    | 5 قدم 8 بوصة (173 سـم)      | سول                    |
| ملكة جمال الكون كوسوفو ‏             | كاميلا بارازا          | 23    | 5 قدم 10 بوصة (178 سـم)     | بريشتينا               |
| ملكة جمال الكون ماليزيا ‏            | كيران جسل              | 20    | 5 قدم 9 بوصة (175 سـم)      | سوبانغ جايا            |
| ملكة جمال مالطا ‏                    | مارثا فينيش            | 27    | 5 قدم 7 بوصة (170 سـم)      | سانت جوليان            |
| موريشيوس                            | كوشبو رامناواج         | 26    | 5 قدم 8 بوصة (173 سـم)      | ريفيير دو بوست         |
| المكسيك                             | كريستال سيلفا          | 25    | 5 قدم 10.5 بوصة (179.1 سـم) | سيوداد فيكتوريا        |
| ملكة جمال الكون ميانمار ‏            | هتت هتت هتون           | 24    | 5 قدم 6 بوصة (168 سـم)      | يانغون                 |
| ملكة جمال ناميبيا ‏                  | ليزيل استرهويزن        | 20    | 6 قدم 1 بوصة (185 سـم)      | ويندهوك                |
| هولندا                              | زوي ايفوري             | 23    | 5 قدم 11 بوصة (180 سـم)     | ألمير                  |
| ملكة جمال الكون نيوزيلندا ‏          | تانيا داوسون ‏          | 24    | 5 قدم 5 بوصة (165 سـم)      | أوكلاند                |
| ملكة جمال نيكاراجوا ‏                | مارينا جاكوبي          | 21    | 5 قدم 8 بوصة (173 سـم)      | ماتاغلبا               |
| نيجيريا                             | أونواكو انياديك        | 22    | 6 قدم 0 بوصة (183 سـم)      | لاغوس                  |
| ملكة جمال النرويج ‏                  | كريستينا فوغ           | 21    | 5 قدم 8 بوصة (173 سـم)      | نيس                    |
| بنما                                | كيتي درينان            | 26    | 5 قدم 9 بوصة (175 سـم)      | بنما                   |
| ملكة جمال باراغواي ‏                 | أندريا ميلغاريخو       | 22    | 5 قدم 10 بوصة (178 سـم)     | فيلاريشا               |
| ملكة جمال بيرو ‏                     | فاليريا بيازا          | 26    | 5 قدم 9 بوصة (175 سـم)      | ليما                   |
| الفلبين                             | ماكسين ميدينا          | 26    | 5 قدم 8 بوصة (173 سـم)      | كيزون                  |
| بولندا                              | إيزابيلا كرزان         | 21    | 5 قدم 11 بوصة (180 سـم)     | أولشتين                |
| البرتغال                            | فلافيا بريتو           | 23    | 5 قدم 7 بوصة (170 سـم)      | فيلامورا               |
| ملكة جمال بورتوريكو ‏                | بريندا خيمينيز         | 22    | 5 قدم 9 بوصة (175 سـم)      | اغواديلا               |
| ملكة جمال الكون رومانيا ‏            | تيودورا دان            | 27    | 5 قدم 9 بوصة (175 سـم)      | بوخارست                |
| ملكة جمال روسيا                     | يوليانا كورولكوفا      | 22    | 5 قدم 8 بوصة (173 سـم)      | أورسك                  |
| سيراليون                            | حواء كامارا            | 26    | 5 قدم 6 بوصة (168 سـم)      | فريتاون                |
| ملكة جمال الكون سنغافورة ‏           | شيريل تشو              | 20    | 5 قدم 7 بوصة (170 سـم)      | سنغافورة               |
| جمهورية سلوفاكيا                    | سوزانا كولاروفا        | 25    | 5 قدم 8 بوصة (173 سـم)      | براتيسلافا             |
| ملكة جمال الكون سلوفينيا ‏           | لوسيا بوتوتشنيك        | 25    | 5 قدم 8 بوصة (173 سـم)      | ماريبور                |
| ملكة جمال جنوب أفريقيا ‏             | نتاندوينكوسي كونيني    | 24    | 5 قدم 9 بوصة (175 سـم)      | مكوندو                 |
| ملكة جمال إسبانيا                   | نويليا فريري           | 24    | 5 قدم 9 بوصة (175 سـم)      | ثيوداد ريال            |
| ملكة جمال الكون سريلانكا ‏           | جاياثي دي سيلفا        | 26    | 5 قدم 8 بوصة (173 سـم)      | كولمبو                 |
| ملكة جمال الكون السويد ‏             | إيدا أوفمار            | 21    | 5 قدم 8 بوصة (173 سـم)      | لوليو                  |
| ملكة جمال الكون سويسرا ‏             | ديجانا شفيجيتتش        | 23    | 5 قدم 7 بوصة (170 سـم)      | غوسو                   |
| ملكة جمال الكون تنزانيا ‏            | جيهان دمشك             | 20    | 5 قدم 9 بوصة (175 سـم)      | دار السلام             |
| ملكة جمال الكون تايلاند ‏            | شاليتا سوانسان         | 22    | 5 قدم 7 بوصة (170 سـم)      | محافظة ساموت براكان    |
| ملكة جمال تركيا                     | تانسو سيلا شاكر        | 21    | 5 قدم 8 بوصة (173 سـم)      | إسطنبول                |
| أوكرانيا                            | ألينا سبودينيوك        | 19    | 5 قدم 11 بوصة (180 سـم)     | كييف                   |
| ملكة جمال أوروغواي ‏                 | ملكة جمال أوروغواي ‏    | 22    | 5 قدم 8 بوصة (173 سـم)      | أرتيجاس                |
| الولايات المتحدة                    | ديشونا باربر           | 27    | 5 قدم 9 بوصة (175 سـم)      | واشنطن العاصمة         |
| جزر العذراء الأمريكية               | كارولين كارتر          | 27    | 5 قدم 7 بوصة (170 سـم)      | سانت كروا              |
| ملكة جمال فنزويلا                   | مريم حبش               | 21    | 5 قدم 11 بوصة (180 سـم)     | إل توكويو              |
| ملكة جمال الكون فيتنام ‏             | دانغ ثي لو هانغ        | 23    | 5 قدم 9 بوصة (175 سـم)      | دا نانغ                |

## الروابط الخارجية
- موقع ملكة جمال الكون الرسمي
- الموقع الرسمي